# Scarlett Finn
Scarlett Finn, född 25 februari 2002 i Toronto, är en kanadensisk konstsimmare. 

## Karriär
Finn började med konstsim som nioåring. Vid VM 2022 i Budapest var hon en del av Kanadas lag som slutade på sjunde plats i highlight och på åttonde plats i det tekniska lagprogrammet.
Vid panamerikanska spelen 2023 i Santiago var Finn en del av Kanadas lag som tog brons i lagtävlingen. Vid VM 2023 i Fukuoka slutade hon på 18:e plats tillsammans med Kenzie Priddell i det tekniska parprogrammet samt var en del av Kanadas lag som slutade på 14:e plats i det tekniska lagprogrammet.
Vid VM 2024 i Doha var Finn en del av Kanadas lag som slutade på fjärde plats i det akrobatiska lagprogrammet, sjätte plats i det tekniska lagprogrammet och på sjunde plats i det fria lagprogrammet. Vid olympiska sommarspelen 2024 i Paris var hon en del av Kanadas lag som slutade på sjätte plats i lagtävlingen.